# Ледник Денмена
Ледни́к Де́нмена (также ледник Денмана и Денман) — ледник в Антарктиде.
Выходит на ледяной шельф Шеклтона к востоку от острова Дэвида, Земля Королевы Мэри. Был обнаружен в ноябре 1912 года западной партией Австралазийской антарктической экспедиции под руководством сэра Дугласа Моусона. Моусон назвал ледник именем лорда Денмана, генерал-губернатора Австралии и покровителя экспедиции. Ширина от 13 до 19 км, длина — 139 км.
В рамках проекта BedMachine Antarctica Калифорнийского университета в Ирвайне под ледником был обнаружен каньон глубиной 3500 метров ниже уровня моря; это самое глубокое  известное место на суше в мире.
Сползание ледника в море Моусона порождает периодически появляющийся ледяной остров Победы .